# Mound House (Nevada)
Mound House es un área no incorporada ubicada en el condado de Lyon en el estado estadounidense de Nevada.

## Geografía
Mound House se encuentra ubicado en las coordenadas 39°13′2″N 119°40′31″O / 39.21722, -119.67528.